# Mary Poonen Lukose
Mary Poonen Lukose (ur. 2 sierpnia 1886 w Aymanam) – indyjska ginekolożka, położna i pierwsza chirurżka ogólna w Indiach. Była założycielką sanatorium leczącego gruźlicę w Nagercoil i Instytutu Rentgena i Radu w Thiruvananthapuram. Pełniła funkcję szefowej Departamentu Zdrowia w Królestwie Travancore i była pierwszą posłanką w tym stanie. Rząd Indii w 1975 r. przyznał jej nagrodę Padmy Shri.  

## Życiorys
Mary Lukose (z domu Poonen) urodziła się 2 sierpnia 1886 r. w Aymanam, w rodzinie syryjskich anglikanów. Jej ojciec T.E Poonen był lekarzem, pierwszym absolwentem medycyny w stanie Travancore (teraz Kerala) i królewskim lekarzem tego stanu. Jej matka miała problemy zdrowotne, przez co Mary wychowywana była przez brytyjskie guwernantki. Ukończyła szkołę Holy Angel's Convent High School w Trivandrum (stolicy stanu Kerala) i zdała tam egzamin maturalny. Z powodu bycia kobietą uniemożliwiono jej dostęp na kierunki ścisłe na Maharajas College (teraz University College Thiruvananthapuram), więc musiała kontynuować studia z historii, które ukończyła w 1909 r. Była jedyną kobietą na uczelni i pierwszą kobietą w historii, która ukończyła studia na Uniwersytecie w Madrasie (z którym związany był Mahajaras College). Ponieważ indyjskie uniwersytety nie oferowały kobietom dostępu na medycynę, Mary przeniosła się do Londynu i otrzymała tam tytuł lekarza medycyny (MBBS). Kontynuowała naukę w Wielkiej Brytanii, aby uzyskać specjalizację z ginekologii i położnictwa w szpitalu położniczym Rotunda Hospital. Przeszła też zaawansowane szkolenie z zakresu pediatrii w szpitalu Great Ormond Street Hospital. W czasie pracy jako lekarka studiowała też muzykę, aby zdać London Music Examination.   
W 1916 r., z powodu śmierci ojca, Mary wróciła do Indii. Objęła tam posadę położnej w miejscowym szpitalu Women and Children Hospital w Thycaud w Thiruvananthapuram. Rok później wyszła za mąż za Kunnukuzhiyil Kurivilla Lukose (K. K. Lukose), prawnika, który później został sędzią Sądu Najwyższego w Travancore. W 1924 r. Mary została wybrana do Parlamentu Stanowego w  Travancore, znanego jako Sree Chitra State Council, stając się tym samym pierwszą posłanką w tym stanie. Dwa lata później awansowała na chirurżkę generalną stanu Travancore, co czyni ją pierwszą kobietą w Indiach na tym stanowisku. W 1938 r. została naczelną chirururżką Indii. Kierowała 32 szpitalami rządowymi, 40 przychodniami rządowymi i 20 prywatnymi instytucjami. Mary Poonen Lukose jest uznana za pierwszą kobietę na świecie w zawodzie chirurga generalnego. W Stanach Zjednoczonych kobieta objęła to stanowisko dopiero w 1990 r..     
Mary była jedną z założycielek Thiruvananthapuram chapter w Young Women's Christian Association (YWCA) i w 1918 r. została jego kierowniczką. Była komisarką harcerskiej organizacji Girl Guides in India. Była członkinią i jedną z założycielek Indian Medical Association i Federation of Obstetric and Gynaecological Societies of India (FOGSI). Jako chirurżka generalna stanu Travancore otworzyła sanatorium leczące gruźlicę, które później przekształciło się w Kanyakumari Government Medical College. Było jednym z pierwszych sanatoriów w Indiach. Mary założyła też Instytut Rentgena i Radu w Thiruvananthapuram.

## Życie prywatne
Mary Poonen Lukose miała dwoje dzieci, Grace i K.P Lukose. Grace poszła w ślady matki, została lekarką i profesorką na Lady Hardinge Medical College w New Delhi, a młodszy K.P Lukose był komisarzem generalnym, stałym przedstawicielem Indii w ONZ oraz ambasadorem Indii w Bułgarii.   
Mary zmarła 2 października 1976 roku w wieku 90 lat. Przeżyła swojego męża i dwójkę dzieci. Otrzymała tytuł Vaidyasasthrakusala od Chithira Thirunal Balarama Varma, ostatniego maharadży Travancore. Rząd Indii przyznał jej nagrodę Padmy Shri.